# El Señor de los Anillos (Risk)
Risk: el Señor de los Anillos es un juego de mesa fabricado por Hasbro, basado en el clásico Risk, pero con la Tierra Media de los libros de J. R. R. Tolkien como tablero de juego, en lugar de la Tierra. El tablero se divide en nueve regiones de la Tierra Media, tomadas de los tres filmes.

## Elementos del juego
La caja del juego contiene:
- un libro de normas;
- un mapa de cartón que representa la zona de la Tierra Media en la que se desarrollan las aventuras, al final de la Tercera Edad del Sol;
- piezas de juego, dos conjuntos de colores brillantes:
  - de color claro, las piezas que representan a la Luz, con conjuntos de:
    - Elfos arqueros,
    - jinetes de Rohan, y
    - Águilas, y

  - las piezas que representan a la Oscuridad, con conjuntos de:
    - Trolls,
    - líderes Orcos con escudo,
    - huargos y
- por último, una réplica en peltre del Anillo Único.El Señor de los Anillos (Risk)

## Reglas del juego
El juego es similar al Risk original, pero hay tarjetas adicionales, obtenidas mediante la conquista de determinados territorios, que dan misiones para conseguir piezas para el jugador, ofrecer primas especiales, o que se produzcan eventos especiales.
Una diferencia clave es que el juego en sí tiene un tiempo límite, marcado por la travesía que va recorriendo el Anillo al final de cada turno del jugador. El juego termina cuando el Anillo llega al final de su camino.
El ganador es determinado por los puntos que se le adjudique sobre la base de los territorios, fortalezas y las regiones bajo su control, así como las cartas que ha desempeñado durante el juego. El jugador con más puntos es el ganador. Sin embargo, muchos optan por no usar las normas especiales y simplemente jugar con las normas del Risk clásico. Una de las razones para ello es que el Mal puede ganar se encuentre donde se encuentre el Anillo, pero el lado del Bien debe obtener el Anillo al final de la ruta, o sino perdería.
Muchos jugadores consideran que el juego sufre debido a la ambigüedad introducida por la falta de claridad en las normas y, en particular, en relación con los eventos especiales específicos para esta versión de Risk.[cita requerida]

## Controversia en la publicación y comercialización
A muchos aficionados de Estados Unidos les molestó que la versión inicial de Risk: el Señor de los Anillos no incluyera las regiones de Gondor y Mordor. Esto era extraño porque, a diferencia del Risk clásico, algunos jugadores usan ejércitos de las «Fuerzas de la Oscuridad» y otros utilizan ejércitos de las «Fuerzas de la Luz»; Gondor pertenece a la Luz, y Mordor a la Oscuridad. Se pensó que la Edición trilogía, que se dio a conocer un año después de la primera, sería una simple expansión, incluyendo sólo Mordor y Gondor, para poder jugar con estos territorios añadidos al juego originalmente editado. Sin embargo, la Edición trilogía consistió en un gran mapa, con todas las regiones del juego original, más Mordor y Gondor. Como resultado de esta estrategia editorial, los aficionados que compraron la edición original se quedaron con el juego «incompleto»; y con la única opción de comprar un juego entero nuevo, si querían la versión completa, aunque Hasbro incluyó un cupón de descuento en la caja de la Edición trilogía para los comparadores que tuvieran la edición anterior.[cita requerida]
El problema descrito no se ha producido en la edición en español, pues Mordor y Gondor se han publicado como expansión del juego original.
También ha generado bastantes críticas el hecho de que el juego haya quedado rápidamente descatalogado, sin posibilidad de ser adquirido, tanto en su edición en inglés como en español.